# Alfonso Thiele
Alfonso Thiele, né le 5 avril 1920 à Constantinople (aujourd’hui Istanbul, Turquie) et mort le 15 juillet 1986 à Novare (Italie), est un pilote automobile américain. Résident italien, il disputa principalement des courses d'endurance en Europe. En 1960, il participa au Grand Prix d'Italie au volant d'une Cooper de la Scuderia Centro Sud, où il abandonna sur problème mécanique. Ce fut son unique départ en championnat du monde de Formule 1.